# Wissenschaftszeitvertragsgesetz
Das deutsche Wissenschaftszeitvertragsgesetz (WissZeitVG) ermöglicht die Befristung von Arbeitsverträgen des wissenschaftlichen und künstlerischen Personals im Akademischen Mittelbau abseits der Beschränkungen des Teilzeit- und Befristungsgesetzes. Damit wird die Befristungsrichtlinie 1999/70/EG vom 28. Juni 1999 für den Wissenschaftsbereich umgesetzt.

## Aktuelle Situation
Wissenschaftliches und künstlerisches Personal mit akademischer Ausbildung kann von deutschen Forschungs- und Bildungseinrichtungen ohne besonderen Sachgrund bis zu sechs Jahren befristet beschäftigt werden. Darunter fallen auch Ärzte. Nach einer Promotion ist nochmals eine Befristung von sechs Jahren zulässig. In der Medizin gilt nach der Promotion eine Höchstdauer von neun Jahren, damit soll die generell längere Qualifikationsdauer von Ärzten (zum Facharzt) berücksichtigt werden. Oft spricht man lediglich von der „12-Jahres-Regel“ (und unterschlägt so den Ausnahmefall der 15-Jahresregelung in der Medizin).
Nach den 2016 in Kraft gesetzten Änderungen des WissZeitVG wird der Qualifizierungsaspekt gestärkt. Die Dauer der Befristung muss so geregelt sein, dass sie dem gesetzten wissenschaftlichen Qualifizierungsziel angemessen ist. Wissenschaftliche Qualifizierungsziele sind Promotion, Habilitation, ebenso andere wissenschaftliche Ziele, die über der bereits erreichten Qualifizierungsstufe liegen. Die Länder und Hochschulen haben mit eigenen Regelungen Mindestanteile für die eigene, qualifizierungsrelevante wissenschaftliche Arbeit von wissenschaftlichem Personal festgeschrieben.
Strittig ist, ob die Befristung nach WissZeitVG auch bei laufenden Dienstleistungen in der Lehre oder in der Forschungskoordination zulässig ist, wenn kein qualifizierender Aspekt gegeben ist. So hat das Bundesarbeitsgericht am 1. Juni 2011 in einer Grundsatzentscheidung im Fall einer Lehrkraft für besondere Aufgaben (hier: Vermittlung von Sprachkenntnissen im Fach Japanisch) die Voraussetzung „Zugehörigkeit zum wissenschaftlichen Personal“ als nicht erfüllt angesehen. Es kommt also für die Beurteilung der Frage, ob der Arbeitnehmer zum „wissenschaftlichen Personal“ gehört, auf den Einzelfall an. Das Gesetz gilt gem. § 1 Abs. 1 nicht für Hochschullehrerinnen und -lehrer, deren Verträge nach dem Teilzeit- und Befristungsgesetz befristet werden können, sowie für Juniorprofessoren.
Die Befristung nach WissZeitVG ist auch als Drittmittelbefristung zulässig. Das heißt, dass beliebig viele Befristungen nach WissZeitVG auch über die „12-Jahres-Regel“ (bzw. „15-Jahres-Regel“ in der Medizin) hinaus möglich sind, wenn
- die Beschäftigung überwiegend aus Mitteln Dritter finanziert wird und
- die Finanzierung für eine bestimmte Aufgabe und Zeitdauer bewilligt ist und
- der Mitarbeiter überwiegend der Zweckbestimmung dieser Mittel entsprechend beschäftigt wird.

Diese Sachgrundbefristung darf (im Gegensatz zur normalen Qualifikations-Befristung nach Wissenschaftszeitvertragsgesetz) allerdings seit 2015 nicht mehr bei nichtwissenschaftlichem und nichtkünstlerischem akzessorischem Personal eingesetzt werden. Die Drittmittelbefristung ist nur dann wirksam, wenn im Arbeitsvertrag angegeben ist, dass sie auf dem Wissenschaftszeitvertragsgesetz beruht. Es besteht ein Zitiergebot. Lange Zeit galt, dass bei Drittmittelbefristung beliebig viele befristete Arbeitsverträge beliebiger Laufzeit aneinander angeschlossen werden konnten, ohne Höchstdauer und Höchstanzahl. Dem wurde vom BAG 2012 unter Berücksichtigung höherrangigem EU-Rechts ein Ende gesetzt.
Der Begriff „Drittmittel“ ist nicht im Gesetz definiert. Als Drittmittel werden der überwiegenden Auffassung nach solche Mittel bezeichnet, die nicht dem originären Budget der Hochschule (od. sonstigen Forschungseinrichtung) zugehören, hier insbesondere Mittel der EU, des BMBF, solche der Deutschen Forschungsgemeinschaft (DFG) und Mittel privater Forschungsförderungsorganisationen, wie etwa der Volkswagenstiftung. Auch Mittel, die durch die Industrie für Forschung und Entwicklungsprojekte vergeben werden, fallen unter den Begriff „Drittmittel“.
Strittig ist allerdings, ob auch Mittel des jeweiligen Hochschulträgers Drittmittel im Sinne des Gesetzes sind. Dies betrifft regelmäßig Programm-Mittel des Wissenschaftsministeriums des Landes, das die (staatliche) Hochschule trägt. Die Frage ist für die Beurteilung von Befristungsmöglichkeiten von großer Bedeutung.
Das Arbeitsgericht Gießen urteilte am 1. August 2014, dass Mittel, die eine Einrichtung eines Bundeslandes einer anderen Einrichtung desselben Bundeslandes zuweise, keine Drittmittel im Sinne des Gesetzes seien. Das Urteil (Az. 10 Ca 14/14) wurde seitens der Universität Gießen erfolgreich angegriffen. Das LAG Hessen hat durch Urteil vom 5. August 2015 der Berufung stattgegeben (2 Sa 1210/14). Das LAG Hessen sah nicht nur bei den – in diesem Verfahren strittigen – Landesmitteln des sog. „LOEWE“-Programms des Landes Hessen die Definition des WissZeitVG für „Drittmittel“ als erfüllt an. Es entschied zudem im Rahmen der sog. Missbrauchskontrolle, die Befristung sei – trotz 16 Verträgen zur Universität innerhalb von 11 Jahren – wirksam vereinbart worden. Eine Revision zum Bundesarbeitsgericht wurde nicht zugelassen. Das Urteil ist rechtskräftig.
Das Wissenschaftszeitvertragsgesetz enthält auch familienpolitische Komponenten, nach denen sich die Befristungshöchstdauer (12-Jahres-Regelung) bei Betreuung eines oder mehrerer Kinder unter 18 Jahren um zwei Jahre je Kind verlängert. Zudem verlängert sich mit dem Einverständnis des Arbeitnehmers der Arbeitsvertrag etwa um Zeiten der Beurlaubung zur Betreuung von Kindern oder pflegebedürftigen Angehörigen und bei Inanspruchnahme von Elternzeit entsprechend. Der Arbeitgeber kann dem nicht entgegentreten, die Verlängerung tritt als gesetzliche Folge unmittelbar ein. Diese Arbeitsvertragsverlängerung gilt allerdings nicht im Bereich der Drittmittelbefristung.
Eine Besonderheit ist eine umgangssprachlich als Tarifsperre bezeichnete Regelung: Arbeitgeber und Gewerkschaften dürfen laut § 1 Abs. 1 Satz 3 (mit einer kleinen, im Gesetz explizit formulierten Ausnahme) keine von den Vorschriften des Gesetzes abweichende tarifvertraglichen Regelungen treffen.
Das Gesetz gilt auch für staatlich anerkannte Privathochschulen und die rund 750 im Bundesbericht Forschung 2006 beschriebenen Forschungseinrichtungen.
Das Wissenschaftszeitvertragsgesetz gilt auch für Ärzte in der Weiterbildung im Bereich der Hochschulen und Forschungseinrichtungen; das Gesetz über befristete Arbeitsverträge mit Ärzten in der Weiterbildung gilt nicht. Der EuGH hat noch nicht geklärt, wieweit das Wissenschaftszeitvertragsgesetz mit der Europäischen Befristungsrichtlinie vereinbar ist.
Nach dem Wissenschaftszeitvertragsgesetz befristete Anstellungen als wissenschaftliche Hilfskraft vor Abschluss des Studiums (sowohl Bachelor- als auch Masterstudiengänge) werden nicht auf die Höchstbefristungsdauer angerechnet.
2011 stellten das Bundesministerium für Bildung und Forschung (BMBF) und die Hochschul-Informations-System GmbH (HIS) die Ergebnisse einer durch HIS im Auftrag des BMBF durchgeführten Evaluation des Wissenschaftszeitvertragsgesetzes vor. Während BMBF und HIS GmbH in einer gemeinsamen Presseerklärung davon sprachen, dass sich die Befristungsvorschriften in der Wissenschaft bewährt haben, gab und gibt es von anderen Seiten immer wieder deutliche Kritik, die zum Beispiel in einem Fachgespräch im Ausschuss für Bildung, Forschung und Technikfolgenabschätzung des Deutschen Bundestages am 30. November 2011 zum Ausdruck kam. Kritisiert wurden u. a. die starke Zunahme des Anteils befristeter Arbeitsverhältnisse im Wissenschaftsbereich und der hohe Anteil von Vertragslaufzeiten unter einem Jahr hieran sowie die Tarifsperre und die geringe Wirksamkeit der familienpolitischen Komponente.

## Novelle 2015/2016 und die aktuelle Rechtslage
Im Sommer 2015 brachte die Bundesregierung eine Novelle des WissZeitVG in den Bundestag ein. Zuvor versuchten unterschiedliche Lobbygruppen, Einfluss auf die Ausgestaltung des Gesetzestextes zu nehmen.
Hervorzuheben ist hierbei ein Brief der Allianz der Wissenschaftsorganisationen an die damalige Bundesministerin für Bildung und Forschung Johanna Wanka sowie ausgewählte Mitglieder der Fraktionen der Bundestagsparteien. Vorsitz der Allianz der Wissenschaftsorganisationen hatte zu dieser Zeit die Max-Planck-Gesellschaft unter der Leitung von Martin Stratmann. Im Brief an die Ministerin wurde eine Abkehr von den Plänen zur Eindämmung von Kettenbefristungen gefordert. Weiterhin sollte von den Plänen abgerückt werden, nichtwissenschaftliches Personal aus dem Geltungsbereich des WissZeitVG auszunehmen, sodass für diese das übliche Teilzeit- und Befristungsgesetz gelte. Grund hierfür sei die Bedeutung von nichtwissenschaftlichem Personal als Verhandlungsmasse bei Personalgesprächen. Schließlich wurde der Wunsch geäußert, keine ausdrückliche Vereinbarung von Qualifizierungszielen zu treffen. Eine Konkretisierung der möglichen Ziele würde den Handlungsspielraum bei der sachgrundlosen Befristung andernfalls einschränken.
Am 17. Dezember 2015 wurde die Novelle des WissZeitVG im Bundestag beschlossen, und am 29. Januar 2016 passierte sie den Bundesrat. Das Gesetz trat am 17. März 2016 in Kraft.
Wesentliche Änderungen durch die Novelle sind:
- die Einschränkung der sachgrundlosen Befristung auf Beschäftigte, die zu ihrer Qualifizierung beschäftigt sind,
- die Abschaffung der Befristungsmöglichkeiten nach WissZeitVG im nichtwissenschaftlichen Bereich (Drittmittelbefristung) und
- die Beschränkung der Beschäftigungszeiten als studentische Hilfskraft auf maximal 6 Jahre.

## Anpassung 2020 aufgrund der Corona-Pandemie
Am 8. April 2020 beschloss die Bundesregierung eine „zeitlich befristete Übergangsregelung“, um die Folgen der Corona-Pandemie für befristet beschäftigte wissenschaftliche Mitarbeiter, die sich in einer Qualifizierungsphase befinden (Promotion, Habilitation), abzufedern. Danach wurden die Höchstbefristungsdauern für Qualifizierungen „pandemiebedingt um sechs Monate verlängert“. Der Gesetzentwurf wurde am 7. Mai 2020 vom Deutschen Bundestag beschlossen und trat mit der Veröffentlichung im Bundesgesetzblatt rückwirkend ab dem 1. März 2020 in Kraft. Am 23. September 2020 wurde mit der WissBdVV eine über § 7 Abs. 3 WissZeitVG hinausgehende weitere Verlängerung um 6 Monate beschlossen.

## Kritik
Das Wissenschaftszeitvertragsgesetz wird von verschiedenen Seiten kritisiert. So sprach sich beispielsweise die Bildungsgewerkschaft Erziehung und Wissenschaft, der Freie Zusammenschluss von StudentInnenschaften (fzs) und die Konferenz Sächsischer Studierendenschaften gegen die Befristung von Verträgen studentischer Hilfskräfte auf vier Jahre aus. Auch auf der 77. Bundesfachschaftentagung Elektrotechnik in Emden wurde das Thema diskutiert. Daher wurde die maximale Beschäftigungsdauer auf sechs Jahre erhöht. Die Opposition im Bundestag zweifelte zudem an einer wirksamen Eindämmung von Kettenbefristungen durch die Novelle. Eine im Februar 2019 auf openPetition von der Gewerkschaft verdi eingebrachte Petition unter dem Titel „Frist ist Frust“, die mehr Dauerstellen an Universitäten forderte, erhielt bis zum Oktober 2019 über 17.000 Unterschriften.
Kritik kommt auch von Seiten der beschäftigten wissenschaftlichen Mitarbeiter, da nicht genügend unbefristete Stellen geschaffen wurden, wodurch die Fristenregelung in der Mehrheit der Fälle dazu führt, dass wissenschaftliche Mitarbeiter langfristig ihre Stellen an Hochschulen oder im Forschungsbetrieb aufgeben müssen.
Am 31. Oktober 2020 starteten die wissenschaftlichen Mitarbeiter Amrei Bahr, Kristin Eichhorn und Sebastian Kubon auf der Plattform Twitter die Aktion #95vsWissZeitVG. Dabei riefen sie Menschen dazu auf, von ihren Erfahrungen mit dem Wissenschaftszeitvertragsgesetz zu erzählen: Tagelang wurden gemeinsam Thesen gegen das Wissenschaftszeitvertragsgesetz und seine problematischen Effekte zusammengetragen. Der Aufruf führte zu der Aufstellung von 95 Thesen gegen das WissZeitVG Kritisiert wird darin unter anderem der enorme Verwaltungsaufwand für befristete Beschäftigte, zunehmender Konkurrenzneid, sinkende Qualität in der Hochschullehre, Verhinderung von Diversität. Auch betonen die Kritiker, dass das WissZeitVG in Kombination mit einer „gesamte[n] prekäre[n] Arbeitssituation in deutschen Forschungseinrichtungen“ einen „viel grundsätzlicheren Reformbedarf“ hervorruft.
Am 17. März 2023 veröffentlichte das Bundesministerium für Bildung und Forschung einen ersten Entwurf der von der Ampelkoalition angekündigten Novelle des Gesetzes. Daraufhin entwickelte sich auf Twitter eine Debatte unter dem bereits seit längerer Zeit genutzten Hashtag #ichbinhanna, in der betroffene Wissenschaftler vehemente Kritik äußerten. Auch die Gewerkschaft Erziehung und Wissenschaft und der freie zusammenschluss von student*innenschaften äußerte sich kritisch.